# Okręg wyborczy nr 8 do Sejmu Rzeczypospolitej Polskiej (1991–1993)
Okręg wyborczy nr 8 do Sejmu Rzeczypospolitej Polskiej (1991–1993) obejmował województwo kieleckie. W ówczesnym kształcie został utworzony w 1991. Wybieranych było w nim 11 posłów w systemie proporcjonalnym.
Siedzibą okręgowej komisji wyborczej były Kielce.

## Wybory parlamentarne 1991
Głosowanie odbyło się 27 października 1991.
| Komitet wyborczy                                      | Komitet wyborczy                                                  | Głosów | %     | Mandaty | Wybrani posłowie                    |
| ----------------------------------------------------- | ----------------------------------------------------------------- | ------ | ----- | ------- | ----------------------------------- |
|                                                       | Polskie Stronnictwo Ludowe Sojusz Programowy                      | 57 320 | 18,56 | 2       | Włodzimierz Wiertek, Leszek Bugaj   |
|                                                       | Sojusz Lewicy Demokratycznej                                      | 45 569 | 14,75 | 2       | Wojciech Saletra, Władysław Adamski |
|                                                       | Porozumienie Obywatelskie Centrum                                 | 34 291 | 11,10 | 1       | Edward Rzepka                       |
|                                                       | Unia Demokratyczna                                                | 27 143 | 8,79  | 1       | Juliusz Braun                       |
|                                                       | Konfederacja Polski Niepodległej                                  | 21 377 | 6,92  | 1       | Janusz Koza                         |
|                                                       | Kongres Liberalno-Demokratyczny                                   | 17 818 | 5,77  | 1       | Zbigniew Kośla                      |
|                                                       | Niezależny Samorządny Związek Zawodowy „Solidarność”              | 15 050 | 4,87  | 1       | Waldemar Bartosz                    |
|                                                       | Wyborcza Akcja Katolicka                                          | 14 723 | 4,77  | 1       | Adam Łukomski                       |
|                                                       | Porozumienie Ludowe                                               | 13 476 | 4,36  | 1       | Tadeusz Kowalczyk                   |
|                                                       | Partia X                                                          | 12 515 | 4,05  | –       |                                     |
|                                                       | Chrześcijańska Demokracja                                         | 8157   | 2,64  | –       |                                     |
|                                                       | Polska Partia Przyjaciół Piwa                                     | 8355   | 2,71  | –       |                                     |
|                                                       | Solidarność Pracy                                                 | 6574   | 2,13  | –       |                                     |
|                                                       | Stronnictwo Demokratyczne                                         | 4853   | 1,57  | –       |                                     |
|                                                       | Unia Polityki Realnej                                             | 3439   | 1,11  | –       |                                     |
|                                                       | Niezależny Samorządny Związek Zawodowy Policjantów                | 3093   | 1,00  | –       |                                     |
|                                                       | Ruch Demokratyczno-Społeczny                                      | 2143   | 0,69  | –       |                                     |
|                                                       | Stronnictwo Narodowe                                              | 2117   | 0,69  | –       |                                     |
|                                                       | Związek Zawodowy Maszynistów PKP                                  | 2047   | 0,66  | –       |                                     |
|                                                       | Polska Partia Dobrobytu                                           | 1892   | 0,61  | –       |                                     |
|                                                       | Partia Wolności                                                   | 1831   | 0,59  | –       |                                     |
|                                                       | Zdrowa Polska – Sojusz Ekologiczny                                | 1715   | 0,56  | –       |                                     |
|                                                       | Polska Partia Ekologiczna – Zieloni                               | 1600   | 0,52  | –       |                                     |
|                                                       | Koalicja Polskiej Partii Ekologicznej i Polskiej Partii Zielonych | 1153   | 0,37  | –       |                                     |
|                                                       | Blok Ludowo-Chrześcijański                                        | 601    | 0,19  | –       |                                     |
| Frekwencja: 39,55% Źródło: Państwowa Komisja Wyborcza |                                                                   |        |       |         |                                     |